# Яворський Богдан Іванович
Яворський Богдан Іванович (нар. 18 квітня 1949, м. Тернопіль, Україна) — засновник та керівник наукової школи «Математичне моделювання та обробка техногенних та природних складних сигналів», яка з 1992 р. функціонує у Тернопільському національному технічному університеті імені Івана Пулюя, доктор технічних наук України (2007), професор (2011) кафедри біотехнічних систем.

## Життєпис
Закінчив Львівський політехнічний інститут (1971, нині Національний університет «Львівська політехніка») за спеціальністю «Конструювання та виробництво радіоапаратури».